# Bni Hadifa
Bni Hadifa (àrab بني حذيفة) és una comuna rural de la província d'Al Hoceima de la regió de Tànger-Tetuan-Al Hoceima. Segons el cens de 2014 tenia una població total de 5.594 persones.